# 장훈태
장훈태(張勳泰, 1956년 7월 4일~)은 대한민국의 신학자이며 장로교 목사이다. 백석대학교에서 선교학을 가르치고은퇴하였다. 한국복음주의신학회 총무, 한국복음주의선교신학회 회장, 개혁주의 생명신학회 회장을 역임했으며, <복음과 선교>의 편집위원장을 역임하였다. 선교학에 대한 많은 저서를 출판하였다. 현재 아프리카미래학회와 아프리카미래협회, 한국칼빈학회을 회장을 맡고 있다.

## 학력
- 안양대학교(구 대한신학교) 신학과

- 한양대학교 교육대학원에서 교육심리학(Ed.M.)

- 아세아연합신학대학교 대학원 선교학 Th.M., Ph.D.

## 경력
- 한국복음주의선교신학회 회장 역임

- 2010년 에딘버러세계선교사대회 100주년기념 한국대회의 기획단장 역임

- 한국연합선교회 부회장 역임

- 한국로잔연구교수회 회장 역임

- 개혁주의생명신학회 회장 역임

- 한국복음주의신학회 총무역임

- 한국개혁신학회 선교분과장역임

- 『로잔운동과 선교』 편집위원장역임

- 한국로잔중앙위원 및 감사 역임

- 현) 복음과 선교 편집위원장/ 중동학회 충청지회장/한국아프리카학회 정회원 및 편집위원

- 현) 복음신앙학회 부회장, 세계선교위원회 이사(대신),

- 현)선교단체 WEC국제동원이사(2013년2월부터 현재)

- 현)아프리카미래협회(AFA) 대표

- 신현교회 개척 및 담임(1982-1991.12)

- 백석대학교에서 신학부 학부장(2000년)

- 기독교학부 학부장

- 백석대학교 백석선교문화원 원장

- 백석대학교기독교박물관 관장‧백석역사관장

- 예장(대신) 백석노회 증경노회장
- 한국기독교학술원 회원 및 기독교학술원 회원
- 아프리카미래학회 회장 2019년 12월
- 은혜의 언덕 채플 담임목사 2021년 -
- 한국칼빈학회 회장 2024년-2026년

## 수상
- 한국복음주의선교신학회로부터 “2008년 한국선교신학자 상[6]

- “한국기독교출판협회로부터 목회자부분 우수상 (2013),”

- “2014년 제1호 우수중견연구자상(한국복음주의선교신학회),”

- “대신총회에서 선교분야 공로패(2016)” 수상

## 주요저서
1. 유대인의 풍습(1992)

1. 선교학의 이론과 실제(1995)

1. 초대교회와 선교(1996)

1. 아시아선교전략(1999)

1. 선교적 관점에서 본 다문화사회(2011)

1. 최근이슬람의 상황과 선교의 이슈(2011)

1. 한국교회와 선교의 미래(2012)

1. 국제정치변화속의 선교(2014)

1. 서부아프리카 통으로 읽기 (2018)

### 선교여행기
1. 북서아프리카 선교기행1권(2004)

1. 북경에서 티벳까지2권(2005)

1. 이슬람선교여행 파키스탄3권(2005)

1. 북경에서 내몽고까지4권(2006)

1. 우루무치에서 카스가지5권(2007)

1. 방글라데시6권(2007)

1. 상트페테르에서 와인잔을 깨다7권(2008)

1. 우즈베키스탄에 가다8권(2009)

1. 스리랑카에서 희망을 보다9권(2010)

1. 생명을 살리는 땅 코트디부아르 10권(2017)

### 역서
1. 가난한자와 함께 하는 선교(2001)

1. 선교의 새로운 영역(2001)

1. 당신의 은사를 교회에서 활용하라.

1. 타문화상담과 선교(2004)

1. 변화하는 기독교문화(2009)

### 공동번역
1. 변화하고 있는 선교(2000)-김병길.장훈태공역

1. 선교학 대전(2003)

1. 선교신학의 21세기 동향(2001)

### 공동저서
1. 칼빈신학해설(1998)

1. 최근의 칼빈 연구(2001)

1. 칼뱅탄생 500주년 그 후(2009)

1. 선교를 위한 문화인류학(2013)

1. 예수 신인가 인간인가?(2009)

1. 성경으로 읽는 북한선교(2013)

1. 로잔운동과 선교(2014)

1. 로잔운동과 선교동향(2015)

1. 로잔운동과 선교신학(2016)

## 주요 논문들
1. 수단의 기독교와 이슬람의 정착요인연구(1999.한국연구재단)[7]

1. 마그레브지역의 무슬림선교를 위한 기독교회의 상황화 연구(박사학위논문)

1. 요한 칼빈의 교회개혁과 선교(2009)

1. 서부아프리카코트디부아르한인디아스포라 역할과 선교:아비쟝한인교회를 중심으로(2015)

1. 코트디부아르 기독교와 이슬람의 정착요인연구(2015)

1. 서부아프리카 토고공화국꼬따마구 지역 땀베르마족의 문화적 다양성과 선교(2016)

1. 서부아프리카코트디부아르 야오부마을의 전통적 샤머니즘문화상황에서 선교전략(2016)

1. 서부아프리카 토고공화국 낭가부지역 선교를 위한 까비예족 문화의 가치체계연구(2016)

1. 세계난민문제와 선교(2016)

1. 가나공화국 아딘크라 상징주의에 나타난 신념체계 문화이해와 선교모색(2017)

1. 종교개혁500주년과 한국교회 선교:정의와 화해(2017)

1. 종교개혁자 칼빈의 선교(2017)

1. 부르키나파소공화국 티에포족의 전통 노래에 나타난 신과의 소통·문화 정체성 고찰을 통한 선교(2018.3)

## 같이 보기
- 한국복음주의선교신학회
- 한국칼빈학회
- 한국복음주의조직신학회
- 한국의 신학자 목록
- 개혁신학자